# Natarsha Williams
Pour les articles homonymes, voir Williams.
Natarsha Williams, née le 25 janvier 1976 à Innisfail, est une coureuse cycliste australienne, spécialiste du bicycle motocross (BMX). En 1996 et en l'an 2000, elle devient championne du monde de BMX.

## Palmarès en BMX

### Championnats du monde
- Brighton 1996
  -  Championne du monde de BMX
- Melbourne 1998
  - 6e du BMX
- Córdoba 2000
  -  Championne du monde de BMX
- Louisville 2001
  - 8e du BMX
- Paulinia 2002
  - 4e du BMX
- Perth 2003
  - 4e du BMX

### Championnats d'Australie
- 1995
  -  Championne d'Australie de BMX

### Autres
- 2000
  - Championne USA NBL
- 2001
  - Championne USA NBL